# Trzemuszka
Trzemuszka [pronunciación en polaco: /tʂɛˈmuʂka/] es un pueblo ubicado en el distrito administrativo de Gmina Kotuń, dentro del Condado de Siedlce, Voivodato de Mazovia, en el este de Polonia central. Se encuentra aproximadamente a 5 kilómetros al suroeste de Kotuń, a 18 kilómetros al oeste de Siedlce, y a 70 kilómetros al este de Varsovia.